# Riarrangiamento di Amadori
Il riarrangiamento di Amadori, o trasposizione di Amadori, è l'isomerizzazione, catalizzata da un acido o da una base, di un N-glicoside di un aldoso al corrispondente 1-ammino-1-deossi-chetoso. Si tratta di una reazione importante nella chimica dei carboidrati. Prende il nome da Mario Amadori, chimico italiano che determinò le dinamiche di tale reazione.

## La reazione
Facendo reagire il D-mannosio (1 forma chiusa - 2 forma aperta) con ammoniaca si forma un 1-1-ammino-alcool (3) instabile che perde acqua e forma una glicosilammina che esiste in due forme in equilibrio tra loro, forma imminica (5) aperta e forma emiamminica (4) chiusa, e che costituisce il punto di partenza per il riarrangiamento di Amadori.
Mediante trattamento della glicosilammina con piridina e anidride acetica si ha la formazione del corrispondente 1-ammino-1-deossi-chetoso (6).